# Michèle Garcia
Pour les articles homonymes, voir García.
Michèle Garcia, née le 6 septembre 1957 à Oran est une actrice française.
Elle est connue du grand public pour divers rôles dans des séries (Nos chers voisins) ou films (Les Couloirs du temps : Les Visiteurs 2, Monsieur Batignole) et pour sa participation à une publicité pour le chocolat Milka à la fin des années 1990 (spot avec la marmotte qui emballe le chocolat dans le papier d'aluminium et où elle a comme réplique « Mais bien sûr ! »).

## Filmographie

### Cinéma

#### Longs métrages
- 1994 : Neuf mois de Patrick Braoudé : nurse
- 1997 : Amour et Confusions de Patrick Braoudé : Madame Villiers
- 1998 : Les Couloirs du temps : Les Visiteurs 2 de Jean-Marie Poiré : Madame Frangin
- 1999 : Le Voyage à Paris de Marc-Henri Dufresne
- 1999 : La Dilettante de Pascal Thomas : Gestionnaire du collège
- 1999 : Un pur moment de rock'n roll de Manuel Boursinhac : Le procureur
- 2000 : Meilleur Espoir féminin de Gérard Jugnot : Buyer 3
- 2001 : Le Placard de Francis Veber : Madame Santini
- 2001 : La Boîte de Claude Zidi : Le juge Delaunay
- 2002 : Monsieur Batignole de Gérard Jugnot : Marguerite Batignole
- 2002 : Le Nouveau Jean-Claude de Didier Tronchet : La sexothérapeute
- 2002 : Ma femme s'appelle Maurice de Jean-Marie Poiré : La vendeuse de prêt-à-porter
- 2005 : Il ne faut jurer... de rien ! d'Éric Civanyan : La patronne du sérail
- 2006 : La Doublure de Francis Veber : Louise Pignon, la mère de François
- 2007 : Demandez la permission aux enfants d'Éric Civanyan : Élisabeth
- 2008 : Musée haut, musée bas de Jean-Michel Ribes
- 2008 : Coluche, l'histoire d'un mec d'Antoine de Caunes : La femme exaltée
- 2008 : La Guerre des miss de Patrice Leconte : la femme du maire de Super Charmoussey
- 2014 : Yves Saint Laurent de Jalil Lespert : Raymonde Zehnacker
- 2021 : Je te veux, moi non plus de Rodolphe Lauga et Inès Reg

#### Courts métrages
- 2000 : Du vent dans les cannes
- 2003 : Poulet cocotte : Laurence Fauvert
- 2008 : La Dinde : Francine

### Télévision
- 1997 : Quand j'étais p'tit
- 2000 : Le Mystère Parasuram
- 2000 : Boulevard du Palais (1 épisode)
- 2001 : Sophie Rousseau, la vie avant tout: Nature mortelle : Justine Mallet
- 2002 : Les Frangines : Lulu
- 2002 : Commissariat Bastille (1 épisode)
- 2003 : Regards d'enfance (Écoute, Nicolas...) : Sonia
- 2003 : Les Cordier, juge et flic (1 épisode)
- 2004 : Diane, femme flic (1 épisode)
- 2006 : L'Homme de ta vie : Eva
- 2007 : Chez Maupassant (Ce cochon de Morin) : Mme Morin
- 2008 : Villa Marguerite : Mme Bouchalois
- 2008 : Les Bougon (1 épisode)
- 2009 : Sur le chemin de Compostelle : Maud
- 2010 : A vos caisses ! de Pierre Isoard : Monique, la responsable des caissières
- 2010 : Le Gendre idéal 2 : la mercière
- 2011 : Joséphine, ange gardien (1 épisode) : Madame Grégorio
- 2012-2017 : Nos chers voisins (série) : Chantal Jombier (Mme Jombier)
- 2016 : Falco (serie) : La médecin légiste (saison 4, 8 épisodes)
- 2017 : Commissaire Magellan (épisode Saignac circus)

## Théâtre
- 1985 : La Femme du boulanger de Marcel Pagnol, mise en scène Jérôme Savary, Théâtre Mogador
- 1988 : Au secours du mort de Romain Bouteille, Théâtre du Tourtour
- 1990 : Le Bourgeois gentilhomme de Molière, mise en scène Gaston Vacchia, Théâtre Montansier
- 1991 : Les Femmes savantes de Molière, mise en scène Raymond Acquaviva, tournée
- 1995 : Madame Sans-Gêne de Victorien Sardou, tournée
- 1996 : Le Boxeur et la Violoniste de Bernard Da Costa, mise en scène Didier Long, Théâtre des Mathurins
- 1998 : Espèces menacées de Ray Cooney, adaptation française de Michel Blanc et Gérard Jugnot, mise en scène d'Éric Civanyan, Théâtre de la Michodière
- 2001 : Couples de Courteline, mise en scène Régis Santon, Théâtre Silvia Monfort
- 2001 : Les magouilleurs de Jacques  Guarinos, mise en scène Jacqueline Bœuf, tournée Artémis Diffusion (France, Suisse, Belgique)
- 2003 : Daddy Blues de Martyne Visciano et Bruno Chapelle, mise en scène Éric Civanyan, Théâtre de la Michodière
- 2004 : Petit déjeuner compris de Christine Reverno, mise en scène Annick Blancheteau, Théâtre Fontaine
- 2005 : Landru de Laurent Ruquier, mise en scène Jean-Luc Tardieu, Théâtre Marigny
- 2009 : Mais n'te promène donc pas toute nue ! et Feu la mère de Madame de Georges Feydeau, mise en scène José Paul, Théâtre de Paris
- 2010 : La Femme du boulanger de Marcel Pagnol, mise en scène Alain Sachs, Théâtre André Malraux, représentation du 30 décembre 2010 retransmise en direct sur France 2
- 2011 : J'ai failli attendre de Martyne Visciano et Bruno Chapelle, mise en scène Éric Civanyan, Comédie Bastille
- 2012 : Cher trésor de Francis Veber, mise en scène Francis Veber, tournée
- 2013 : Cher trésor de Francis Veber, mise en scène Francis Veber, Théâtre des Nouveautés
- 2015 : La Dame Blanche de Sébastien Azzopardi et Sacha Danino, mise en scène Sébastien Azzopardi, Théâtre du Palais-Royal
- 2017 : Hôtel des deux mondes, de Eric-Emmanuel Schmitt, mise en scène Anne Bourgeois, Théâtre Rive Gauche
- 2018 : Ca reste entre nous de Brigitte Massiot, mise en scène Olivier Macé, tournée
- 2019 : Ça reste entre nous de Brigitte Massiot, mise en scène Olivier Macé, Théâtre du Gymnase Marie-Bell
- 2020 : 2 euros 20 de Marc Fayet, mise en scène José Paul, théâtre Rive Gauche
- 2022 : Vive le marié de Jean-Marie Chevret, mise en scène Jeoffrey Bourdenet, tournée et théâtre Tête d'Or

## Distinctions
- Molières 1998 : nomination au Molière de la comédienne dans un second rôle pour Espèces menacées
- Molières 2016 : nomination au Molière de la comédienne dans un second rôle pour La Dame blanche